# Виборчий округ 1
Виборчий округ 1 — виборчий округ в Автономній Республіці Крим, який внаслідок окупації Кримського півострову Російською Федерацією в 2014 році, тимчасово не перебуває під контролем України і вибори в ньому не проводяться. В сучасному вигляді був утворений 28 квітня 2012 постановою ЦВК №82 (до цього моменту існувала інша система виборчих округів). Внаслідок подій 2014 року в цьому окрузі вибори були проведені лише один раз, а саме парламентські вибори 28 жовтня 2012. Станом на 2012 рік окружна виборча комісія цього округу розташовувалась в будівлі виконавчого комітету Центральної районної в місті Сімферополі ради за адресою м. Сімферополь, вул. Горького, 15.
До складу округу входять Залізничний і Центральний райони міста Сімферополь. Виборчий округ 1 межує з округом 2 на сході та з округом 10 з усіх інших сторін. Виборчий округ №1 складається з виборчих дільниць під номерами 011080-011127 та 011201-011246.

## Народні депутати від округу
| Ім'я                     | Фото | Партія          | Скликання | Дата набуття повноважень | Дата припинення повноважень |
| ------------------------ | ---- | --------------- | --------- | ------------------------ | --------------------------- |
| Дзоз Віталіна Олексіївна |      | Партія регіонів | 7-ме      | 12 грудня 2012           | 27 листопада 2014           |

## Результати виборів
Кандидати-мажоритарники:
- Дзоз Віталіна Олексіївна (Партія регіонів)
- Грач Леонід Іванович (самовисування)
- Соломахін Олег Андрійович (Комуністична партія України)
- Аксьонов Сергій Валерійович (Руська єдність)
- Доценко Сергій Миколайович (УДАР)
- Лобачев Сергій Миколайович (Батьківщина)
- Семенова Лариса Іванівна (Партія зелених України)
- Толкачов Володимир Володимирович (Україна — Вперед!)
- Пузако Володимир Іванович (Українська партія «Зелена планета»)
- Волков Олександр Петрович (самовисування)
- Вольнюк Олександр Григорович (Зелені)
- Веселовський Сергій Михайлович (самовисування)
- Литвинов Анатолій Анатолійович (Об'єднані ліві і селяни)
- Чолак Віктор Петрович (самовисування)
- Фесенко Сергій Вікторович (Українська морська партія)
- Бондаренко Володимир Анатолійович (Держава)
- Жудєєв Дмитро Олександрович (Союз. Чорнобиль. Україна.)
- Басараб Віталій Геннадійович (Нова політика)
- Островський Петро Сергович (Віче)
- Лазебніков Сергій Юрійович (Народна ініціатива)